# Lusaka Dynamos Football Club
Il Lusaka Dynamos Football Club è una società calcistica africana dello Zambia.
Il club milita nella Super Division (Zambia) la massima serie calcistica zambiana
Il club ha vinto una coppa nazionale nel 2008 unico trofeo vinto finora dalla squadra.

## Palmarès
- Zambian Challenge Cup: 1

2008

## Stadio
Il club gioca le gare casalinghe al Queensmead Stadium che può contenere 20000 posti.